# 拉諾 (新墨西哥州)
拉諾（英語：Llano）是位於美國新墨西哥州陶斯縣的非建制地區。

## 歷史
拉諾的郵局於1898年設立，其後於1966年停運。

## 地理
拉諾所處的海拔為高於海平面2461米（即8075英呎），而該地所採用的時區為UTC-7，即北美山地时区（MST）。同時該地設有夏令時間，為UTC-7調快一小時，即UTC-6（MDT）。